# 推广普通话

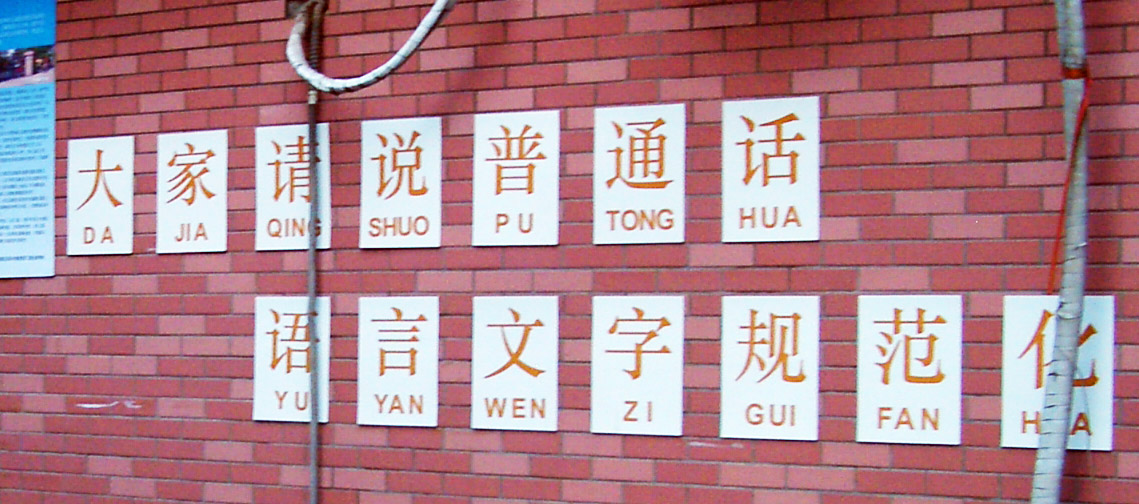
上海老城一幼儿园（寺旁）墙上的标语“大家请说普通话，语言文字规范化”

新疆喀什市超市雙語「溝通，以普通話開始」

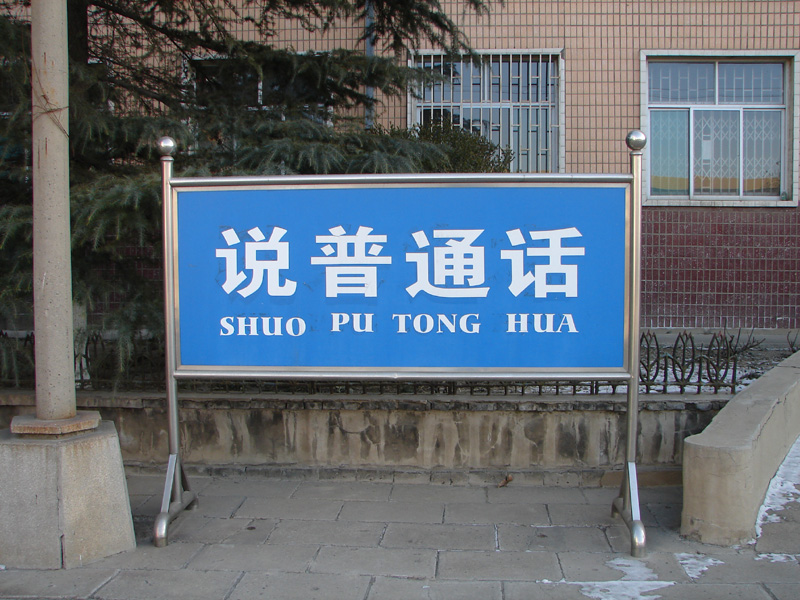
山西运城

推广普通话，简称推普，指的是中华人民共和国政府在中國大陸，所采取的一系列推广以“北京语音为标准音、以北方话为基础方言、以典范的现代白话文著作为语法规范”的普通话社会应用推广的措施与行为等，《中华人民共和国宪法》未有確定正式的法律地位。其本意原本是為了預備完全廢除漢字，推行拼音文字（汉语拼音），實現「文字改革」，但最后改為推廣簡化字和漢語拼音。目前，由国家语言文字工作委员会负责主导普通话推广工作。
現時，中國大陸的广播电视媒体一般使用普通話作为播报语言。普通話已經佔據主流，也引致方言保護的呼聲，政府方面認為方言確實是珍貴的文化財產，但不妨礙其執行該專題的系列政策和措施。

## 历史

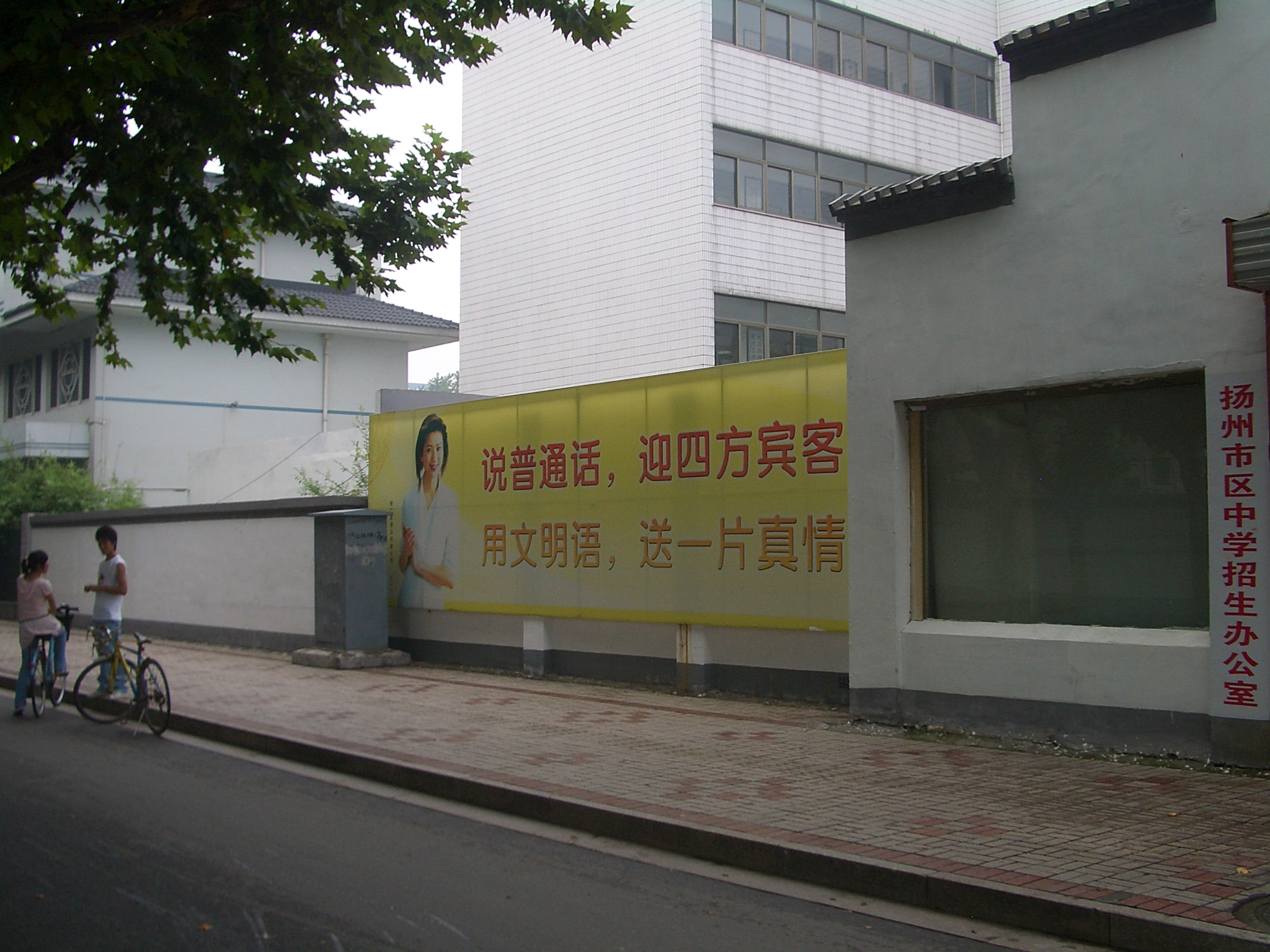
江蘇揚州某中學，「说普通话，迎四方宾客；用文明语，送一片真情」

1911年辛亥革命之后，中華民国开始系统化地推广国语。1913年，中国读音统一会制定了“国音”系统，它的特点是“京音为主，兼顾南北”，具有入声，史称“老国音”。当时对国语标准音存在争论。一派支持国音，即主张“以京音为主，兼顾南北”，另一派支持京音，即主张“纯以北京话为标准”。1920年，南京高师英文科主任张士一发表《国语统一问题》，主张以北京音为国音标准，这个主张得到认可。1923年，国语统一筹备会决定成立“国音字典增修委员会”，并确定采用北京语音作为标准，称为“新国音”。1932年5月，中华民国教育部正式发布以新国音为准《国音常用字汇》，并指出“所谓以现代的确北平音标准音者，系指‘现代的北平音系’而言，“并非必字字尊其土音”。这标志着现代汉语标准语第一个系统——国语系统的正式形成。
1949年中华人民共和国成立后，国语被改名“普通话”，取其普遍共通之意。1955年，全国文字改革会议在北京举行，确立推广以北京语音为标准音的普通话。1956年2月6日，国务院发布《关于推广普通话的指示》明确普通话即“以北京语音为标准音，以北方话为基础方言，以典范的现代白话文著作为语法规范”。1982年，推廣普通話被寫入中華人民共和國憲法。1994年，推出普通话水平测试。2000年10月31日，全国人大通过《国家通用语言文字法》。
2021年12月，中国国务院办公厅印发《关于全面加强新时代语言文字工作的意见》。该《意见》提出到2025年普通话在全国普及率达到85%的目标。

## 整體法規政策

### 條文

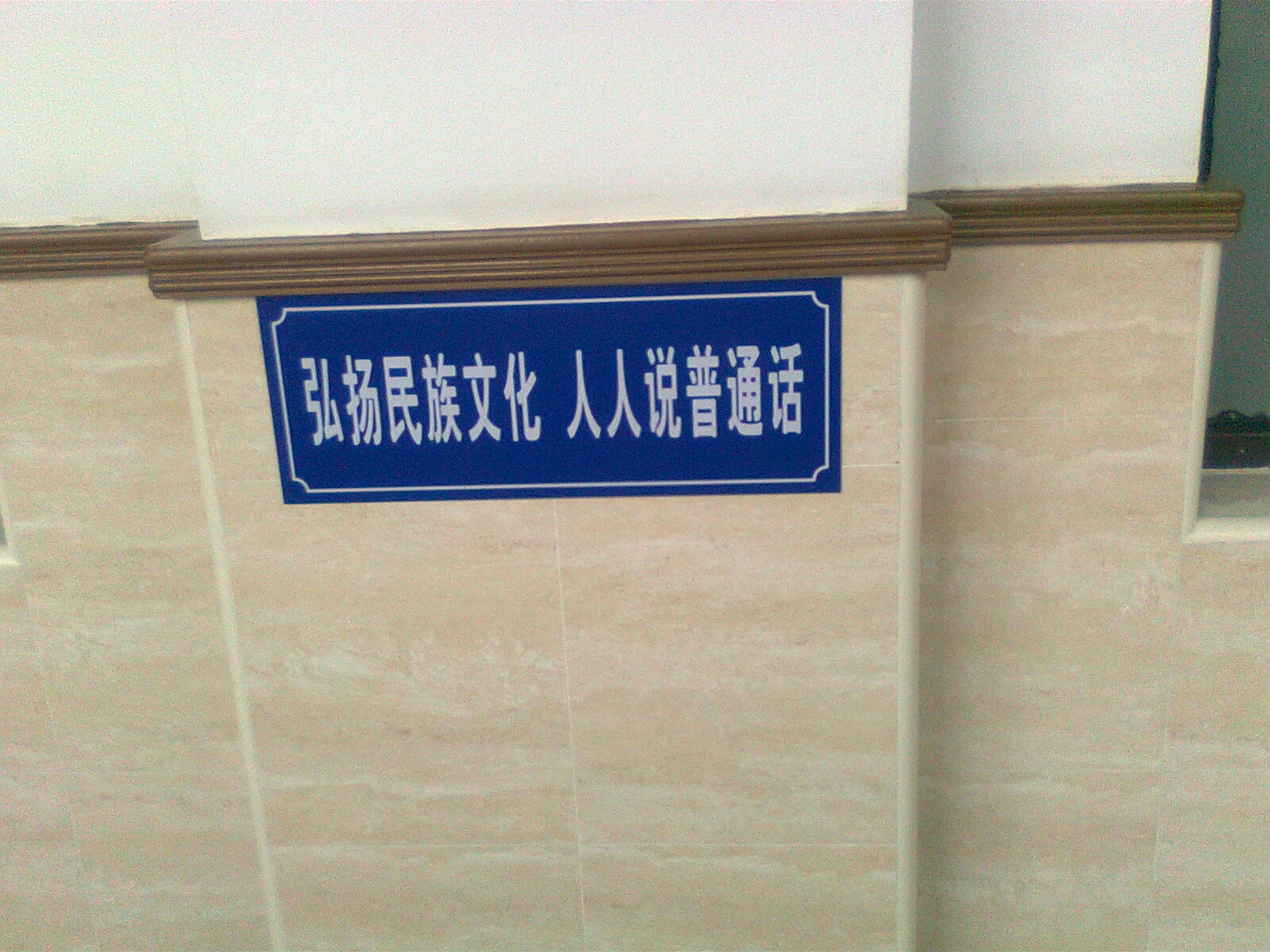
中学校园中张贴的类似推广普通话的标签

中華人民共和國政府以其憲法基礎，以及《国家通用语言文字法》等作为具体的法律来主导推行推廣普通話運動。其中《中华人民共和国宪法》第十九条列明：“国家推广全国通用的普通话。”
《国家通用语言文字法》与普通话相关的条文如下：
- 第二条：“国家通用语言文字是普通话和规范汉字。”
- 第三条：“国家推广普通话，推行规范汉字。”
- 第四条：“公民有学习和使用国家通用语言文字的权利。国家为公民学习和使用国家通用语言文字提供条件。地方各级人民政府及其有关部门应当采取措施，推广普通话和推行规范汉字。”
- 第十条：“学校及其他教育机构以普通话和规范汉字为基本的教育教学用语用字。”
- 第十二条：“广播电台、电视台以普通话为基本的播音用语。”
- 第十三条：“提倡公共服务行业以普通话为服务用语。”
- 第十九条：“凡以普通话作为工作语言的岗位，其工作人员应当具备说普通话的能力。以普通话作为工作语言的播音员、节目主持人和影视话剧演员、教师、国家机关工作人员的普通话水平，应当分别达到国家规定的等级标准；对尚未达到国家规定的普通话等级标准的，分别情况进行培训。”
- 第二十条： “对外汉语教学应当教授普通话和规范汉字。”

### 官方觀點
依照中华人民共和国官方观点，其认为推广普通话促进了经济、教育、文化的发展，促进了社会的进步，取得了巨大成就。中国将实现“普通话在全国范围内初步普及”。
全国人大常委会法制工作委员会表示，2020年，全国人大常委会针对地方性法规中“各级各类民族学校应当使用本民族语言文字或者本民族通用的语言文字进行教学”以及“经本地教育行政部门同意，有条件的民族学校部分课程可以用汉语言文字授课”等相关规定进行违宪审查。全国人大常委会法工委审查认为，上述规定与宪法第十九条第五款关于国家推广全国通用的普通话的规定和国家通用语言文字法、教育法等有关法律的规定不一致，已要求制定机关作出修改。
此觀點惹來多方關注，其中在日本的蒙古籍學者楊海英認為，這是官方推翻建政75年所採用的民族政策。

## 整體措施

### 普通话水平测试
为了与推广普通话相适应，政府推出普通话水平测试。普通话水平测试由国家普通话水平测试委员会领导，由各省市相关单位实施。普通话水平划分为三级六等，即一甲、一乙、二甲、二乙、三甲、三乙，其中一甲为最高等级。通过测试，应试者可以获得对应的普通话水平证书。截至2009年，中国大陆已有逾3000万人次参加此项考试。
中华人民共和国政府规定，公务员应使用普通话，一般要求达到普通话三甲水平。
对于教师岗位，一般需要达到普通话二乙水平（语文教师须达到二甲水平）。
廣播電視播音員不得低於二甲（中央廣播電視總台和省級廣播電視台一般要求一甲）。 
对于商业、邮政、通信等服务性行业，对于普通话的使用也有相关的法规。

### 媒體推廣
广电总局在2000年到2014年多次发出专项通告，限制地方广电媒体使用方言，比如禁止译制片使用方言，压缩和减少地方方言节目。除广东、闽南地区、上海等少数地方外，全国绝大部分省市方言媒体都非常少，并且播出时段，范围都受限制。例如，上海的上海话节目仅限于少数广播电视节目，理由是“普通话水准下降，方言土语泛滥”。
2009年7月，广电总局发言人朱虹表示中國的电视剧的语言，除地方戏曲片外，应以普通话为主，不得使用方言和不标准的普通话，並且领袖人物的语言也要使用普通话。不過2014年电视剧《历史转折中的邓小平》和2021年的电影《毛泽东在才溪》中的邓小平和毛泽东依然講方言。
在廣東省珠三角地區，1980年代因考慮到鄰近港澳地區，要與香港電視節目競爭，加強「政治宣傳」，當局才特別批准南方衛視（現時的大湾区卫视）、珠江频道及珠三角地区的廣州電視台、佛山电视台等本地频道使用粵語廣州話，而並不是出於對本土文化、語言、生活習慣等範疇保育與傳承的考慮。

### 校园限制
中國大陸的部分地方和城市，如果有学生在校园内使用方言，会被扣“操行分”，以致影响班级评比。

### 推普活动
经国务院批准，每年9月份第三周为全国推广普通话宣传周。此外，各地不定期的举行各类普通话比赛。

### 制定宣传口号
中國大陸各地的推普口號層出不窮，更不時向民眾徵集推普口號。但如“不讲方言，不讲脏话，做个合格小公民”等口号，使得年轻一代对方言母语及其背后的文化的认同产生偏差，将使用普通话视为合格或进步。其效果在北方官话和晋语地区实际比中国南方更为严重。

## 口音恶搞

### 非漢族的口音
壯語口音的漢語普通話在2016年起遭到普通话使用者大規模惡搞、調侃、炒作。《广西民族报》總結此事在壯族之間的回響，有指「醜化了壮族，是对一个民族的蔑视」，有指「好事者做的恶搞的空耳字幕迎合了部分国民的低级趣味」等等。源于一段壯語口音的失戀獨白，原句用普通話的諧音來拼寫是「蓝瘦香菇（難受想哭）。本来今颠搞搞猩猩（本来今天高高兴兴），你为什莫要缩这种袜（你为什么要说这种话）？」。标准壮语的声母没有送气声母，只有g没有k，所以“哭”成了“菇”；壮语的声调比漢語普通話更平稳，所以第三声的“想”听起来像第一声的“香”；一些壮语方言声母n/l不分，“难”成了“蓝”。

## 地方政府措施

### 廣西
广西自古就是多语言地区，因地域關係粤语曾影响甚大。后来，广西壮族自治区政府致力使用行政手段在东南部多个城市实行“推普”政策，在1996年率先把南宁市和梧州市公共汽车的南宁白话（粤语的分支）报站取消，南宁广播电视台等媒体全部禁止粤语，使民众在媒体广播方面也没有了可以借鉴的语言环境。南宁当局也在学校和工作单位内宣传污名方言“粗鄙”，使用普通话“文明”。在2001年和2002年分别停播南宁市和北海市市区的广东珠江频道。
2010年底，广西经济广播已播出18年粤语白话节目被完全取消。2012年10月，珠江台在梧州市被广电总局禁播。同年12月28日起，广西部分地区有线电视中的南方卫视亦突然停播。现在在广西东南部粤语区，粤语已经被边缘化，省府南宁的粤语已经成为濒危语言，取而代之的是带有粤语、壮话混杂口音的“南宁普通话”。而南宁最本土的方言—平话在普通话和粤语的双重打压下，更加被边缘化。雖然廣西廣播電視台曾於2014年因跟广东广播电视台合作的关系而把旗下的影視頻道定位為一個粵語頻道，但是該頻道播出的粵語節目相較廣東仍然相當少，大部分的粤语节目都是播送广东广播电视台的，而广西广播电视台自家制作的粤语节目只包括地區新聞。有關定位只是維持了約三年，該頻道在2017年的新定位推行後，所有粵語節目已經全部取消。
2017年南寧軌道交通二號線通車之前，也曾有不少的消息指出有關當局會打算把廣西的中國方言，包括邕潯粵語（南寧白話），納入該線的報站系統中，但有關增加中國方言和少數民族語言作為報站語言的建議被有關當局以未獲明確批示為由而一直拖延推行，因此現時該線的報站語言仍然只有普通話和英語。

### 廣東

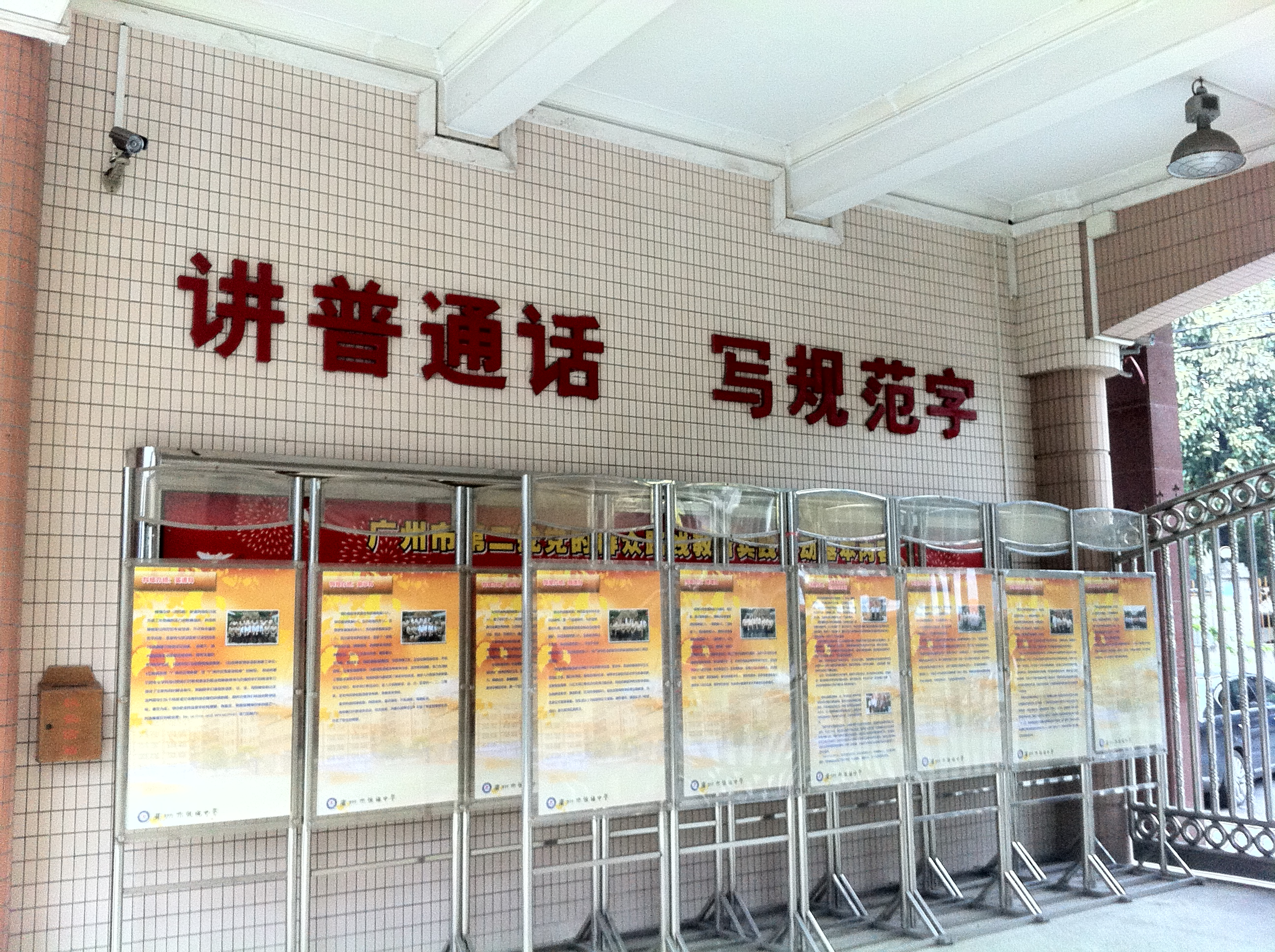
廣州一間中學大門口上的宣傳標語「講普通話，寫規範字」

廣東普通話教育的高潮是隨1956年国务院發佈《關於推廣普通話的指示》開始，當年7月廣東省教育廳發出通知，第一次把普通話教學列入廣東中小學教育工作的內容。1982年上半年，中共广东省委第一书记任仲夷就要求廣東電臺加强推普工作，組織語言專家編寫推廣普通話的廣播稿，在電臺開設《廣東人怎樣學好普通話》的講座，還先后以中共广东省委的名义发了2份文件，规定县以上的中共党代会等大型会议必须讲普通话。其花費大量人力、財力，推普力度可算首屈一指。退休后的任仲夷在1999年為書題詞時表示：
|  | 用普通話統一廣東語言，深圳要做全省模範。 |

1990年国家语委明确以广东、福建两省和上海市作为南方方言区推广普通话的重点地区。1991年派出专门调查组深入广东、福建的一些地区做了较为深入的调查研究。1992年2月2日中共广东省委、省政府颁布《关于大力推广普通话的决定》。
广东省在2011年底发布《广东省国家通用语言文字规定》，对教育、政府公共服务、公共地方标识、电视广播的语言、中文字及拼音译名的使用等提出诸多限制，例如禁止学校教授“方言”。自此，不少廣東城市，尤其是粵西地區的電台和電視台都被強制轉用普通话播放節目，其中以湛江和陽江等粵語城市推普的情況最為嚴重，該兩市的電視台現時大部份時間已經沒有了粵語節目和廣告多年。
而由2010年開始，當局著力撤銷廣東新聞頻道的粵語廣播，鑑於地方公眾強烈反彈而迂迴多年未完全廢止粵語廣播，經歷2014年的粵普廣播「梅花間竹」安排，到2016年元旦「全新改版」開始以普語全面主導頻道廣播，不再理會地方公眾意見強硬施行「推普廢粵」政策。教育部在2021年6月頭發佈調研粵港澳大灣區語言生活狀況的報告，針對教育領域有具體的政策建議，包括提出在法律上明確普通話與簡化字的地位、將普通話教育適度融入考評體系、粵港合作推進普通話教學等。該報告同時明確要求粵港澳三地進一步做好語言政策的規劃，加強語言與國家認同，挖掘語言資源紅利，做好語言能力和語言服務建設，以更好服務該規劃發展區域的建設和一國兩制事業發展 。

#### 廣州

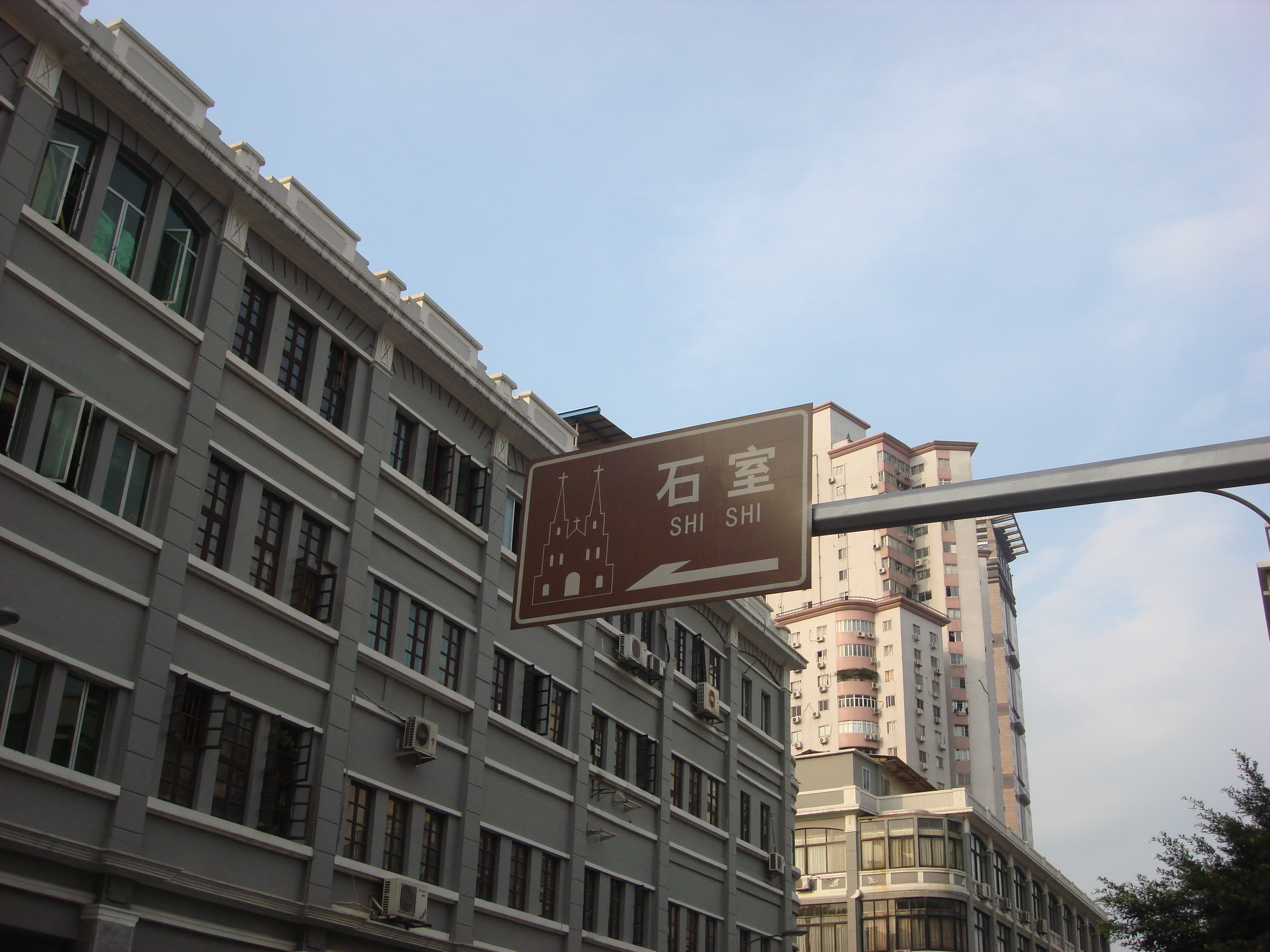
石室聖心大教堂使用多年的英文名稱「Sacred Heart Cathedral」被當局改成其認可的以普通話發音的漢語拼音拼寫「Shi Shi」

广州市在1980年代开始，逐渐禁止学校教师使用广州话进行母语教学，改为所有科目必须统一普通话，学校亦不另外设置单独的粤语课程。此举导致年轻一辈不会说，不愿说或者说不准粤语的人数大增。这种灭绝性的推普，引起很多人的不满。前廣州市市長黎子流更不遺餘力推廣普通話，並獲國家語言文字工作委員會頒發「推普獎章」。
交通工具方面，广州地铁曾多次以各种理由减少粤语报站的时长，甚至在某路线的车厢广播中完全取消。直至今日，其在车厢内的粤语报站仍然非常短，与普通话的广播时长不对等，另外即使使用粵語廣播，其用語也存在大量的直譯問題，如「尾班車」變成「末班車」等；广珠城际铁路在2011年4月开通後不久即取消粤语广播，直到2012年12月31日开通珠海站後才恢复。

#### 深圳
1980年代初，深圳建立經濟特區，各地移民湧入，由於深圳歷史上與廣州及香港一樣以粵語為強勢，初期廣東籍包括潮客族群的深圳人均以標準粵語為深圳的通行中心語言，而外省移民亦應生活所需，跟隨融入粵語氛圍，原來本地的客家話以及本土的粵語莞宝方言就相對弱勢。當局不樂見本土語言主導大勢，在1988年，中共廣東省委第一書記任仲夷、廣東省僑聯主席蟻美厚等主張採取強硬措施，大力推廣普通話。深圳還專門成立「深港語言研究所」，對深圳的語言生活進行大量的調查研究，提出用普通話統一深圳語言的戰略方針。在大力執行推普工作下，扭轉粵語原本作為深圳中心通行語言的情勢。由於強行推普衝擊，現時在许多较大的公众场合，普通话皆为主导语言，由于香港未有強力推普干擾，因此粤语仍可以維持一定的地位。然而，相對其他珠江三角洲城市而言，深圳的粵語應用範圍相當狹少，在交通方面，所有的公交車都沒有加上粵語報站（现在其部分公交线路已加上粵語報站）；在大眾傳媒方面，深圳電台各頻道已經採用全普通話廣播，而電視台所有的頻道都只使用普通話，也依然沒有恢復以往為電視廣告加上粵語配音的做法。

#### 佛山
2014年7月，广东《南方都市报》报道，佛山市在召開「迎接廣東省二類城市語言文字工作評估」動員會中，推出相關「規範語言文字使用」方案，其中規定普通話要成為黨政機關主要工作、會議用語，如有機關不要求公務員說普通話將被扣分；能貫徹開會和公務活動用普通話交流，可獲加分。另外，除地方曲艺及广电部门特批的地方電台、電視台80%以上節目需用普通話，新聞一旦出現方言主持或採訪，就要扣分。方案還要求幼稚園、小學的校園語言，在教學、其他活動和交流中都要用普通話，否則將扣分。此举一出，引发网民的反对及对扼杀本土文化、打压粤语生存空间的担忧。广州名嘴陈扬在微博上对此事评论道：“普语与各地方语种应同体共存共荣而不是非此即彼你死我活。和有口，谐有言。”而报道该消息的《南方都市报》其后已删除相关报道。

#### 珠海
珠海市在2000年代取消珠海电视台的粤语新闻。2011年甚至取消公共汽车的粤语报站，直到民众通过各种方式投诉才在2012年8月恢复。

### 浙江

#### 杭州
吳語杭州话在杭州市的发展情况不容乐观，部分本地小学生已经不会讲杭州话。目前，杭州的一些小学开展杭州话兴趣课，引起大范围的讨论，学校开展此课程的原因是考虑有三点：一是会说杭州话的孩子不多；二是文化融合中，对地方文化，方言作为一种非物质遗产，应该得到保护；三是我们能做的，就是在兴趣课里将它加以提倡。

### 福建

#### 泉州
2010年，在泉州市采购新款公共汽车的同时，取消原有的闽语泉州话报站广播，引起了当地居民的不满。

### 新疆
在2014年以來，當局就逐步強化一系列管制，以同化當地社群。就語言方面不再推崇雙語政策，2017年6月尾新疆和田地區教育局發布《雙語教育5條規定》，要求自秋季開始，學前3年（幼兒園）全面用普通話與漢字教學，小學1年級與初中一年級也開始推動普通話，預計在2020年達成全面使用普通話教學。大批維吾爾人被「再教育」同時，子女也被另行集中送去當地新設的寄宿學校，單在2017年，新疆幼兒園的入學兒童就增加50多萬，維吾爾族和其他穆斯林少數民族兒童佔9成以上。而在維吾爾人最多的南部地區，投入12億美元擴建幼兒園，包括興建大量宿舍，要求入校兒童只能使用普通話，否則將會受罰。據中共新疆政法委書記朱海侖2017年向「再教育營」發出文件，要求將國語（普通話）學習作為工作重點：使用國語教材，用國語講課，加強書面及口語考試，將「考試成績特別是國語測試成績」列入檔案，作為「學員結業」的主要依據。

### 西藏
西藏政府在推行普通话的同时，限制藏文教育。西藏自治区公安厅在2018年2月发布的《关于举报黑恶势力违法犯罪线索的通告》中，将“保护母语（藏语）”定性为反动思想，被指“与各类非法组织关系密切、相互勾结”，要求向公安机关举报。

### 内蒙古
2020年6月初，内蒙古当局向用蒙语学校发出口头指示，要求自9月1日开学的新学期开始，小學語文以普通話授课。而在8月26日內蒙古教育廳發佈《全區民族語言授課學校小學一年級和初中一年級使用國家統編語文教材實施方案》，規定從2020年秋季學期開始，內蒙古民族語言授課的小學一年級開始使用全國通用的語言教材，而此後兩年逐步將小學道德与法治科、中學歷史科也改用普通話授課。隨即在內蒙古引起廣泛關注，許多蒙古族學者和學生家長認為新措施令蒙古語言生存陷入危機。
当地的老师及家长认为当局的决定意在消灭蒙古语，强烈反对当局决定，致电地方教育局及北京教育部表达不满，并号召于新政策落地前一天的8月30日到在各个旗县政府大楼前举行大规模的集会，同时呼吁学校老师学生罢课。據美國之音的報導当局政府关闭中国境内唯一一个蒙古语社交媒体平台“Bainu”，并传唤在微信群讨论双语教育事宜的网民。
對此，內蒙古教育廳出面澄清，外傳不用蒙語教學並不是事實，而是把普通話課程改成在一年級就學習，除了將要調整的三個科目以外，其他科目均保持教材不變、授課時的語言文字不變、蒙古語課程及母語課時不變、現有雙語教育體系不變，仍保持過去地方語言教學。。

## 積極推廣普通話城市
推广普通话是以城市为中心，逐步向郊区、农村地区进行，因此首先是在各个方言区人口流动较为频繁的大城市进行试点，几乎每个方言区均有一至两个“积极推广普通话城市”；随后将推普经验复刻到同方言区的城市；再后在向农村地区扩展。一般是要求教育、媒体、商业中全面要求采用普通话，当市民形成习惯，城市普通话氛围形成之后再放宽。另外，大规模移民的城市，虽不是重点推普城市，但是也应移民客观要求进行推普。
以下城市推广普通话力度较大。在1995年开始就在教育、广播中开始进行，至2000年左右普通话已经成为城市通行语言。
- 中原官话：宝鸡
- 兰银官话：银川
- 冀鲁官话：石家庄
- 胶辽官话：青岛
- 江淮官话：合肥
- 西南官话：武汉
- 晋语：张家口
- 吴语：宁波，苏州，上海
- 闽语：福州，厦门
- 赣语：南昌
- 客家话：惠州
- 湘语：长沙
- 粤语：南宁

以下城市是大量移民改变当地语言环境，虽未经过强力推普，但是成为普通话为主的城市：
- 吴语：苏州（2007年左右普通话开始主导）、杭州（2010年左右普通话开始主导）
- 客家话：深圳（2000年左右普通话开始主导）

以下城市长期进行推广普通话评比：
- 江淮官话：合肥
- 吴语：寧波
- 客家话：惠州、梅州
- 粤语：南寧

推广普通话不是消灭方言，在不少城市推普的同时，也有大量维护方言的政策，如苏州市政府加强苏州话兴趣班、三语（普通话、吴语、英语）比赛等，一定程度上缓解了方言的流失。

## 普通话与地方语言的关系
对于推广普通话与地方语言二者之间存在争论，许多人认为推普会导致地方语言消失。有人认为，保护方言属地方保护主义，不利于推普。但也有人认为，保护方言与推广普通话相辅相成，并不矛盾。也有一些方言反对派认为：推普必须彻底地“推普废方”，方言音土，特别是一些方言没有官话口音为国内的“伪外语”不利于全国人民交流，方言几乎大场面用不上，在社会上是“毒瘤”而“多余”的，方言逐渐被普通话取代是历史发展的必然。

## 评价

### 正面评价
1. 大力推广、积极普及全国通用的普通话，有利于克服语言隔阂，促进社会交往，对社会主义经济、政治、文化建设具有重要意义。
2. 随着改革开放和社会主义市场经济的发展，社会对普通话的客观需求日益迫切，推广普及普通话，营造良好的语言环境，有利于促进人员交流、商品流通和建立统一的市场。
3. 中国是一个多民族、多方言的国家，推广普及普通话有利于增进各民族各地区之间的交流，维护国家统一，增强中华民族凝聚力。
4. 语言文字是文化的重要载体。语言文字能力是文化素质的基本因素，推广普及普通话是大陆各级各类学校素质教育的重要内容。
5. 信息技术水平是衡量国家科技水平的标志之一。语言是最主要的信息载体，语言文字规范化是提高中文信息处理水平的先决条件。推广普及普通话和推行《汉语拼音方案》有利于推动中文信息处理的发展和应用。[69][70]

### 负面评价
在中国大陆，普通话具有标准汉语的法定地位。由政府保障其推广使用，具有天然优势。而中国现存的自然语言又十分丰富，部分语言又处在发展活跃期。推广普通话与现存自然语言之间不可避免地出现了冲突。尽管《中华人民共和国宪法》在确立普通话地位的同时也保护少数民族的语言文字，但是宪法并无明确其他地方语言的法律定位与相关权利保证，使得矛盾集中体现在推广普通话与汉语方言保护方面。而地方语言的湮灭不利于地方文化多样性的保护。
在推广普通话的影响下，相当多地区出现年轻一代自认普通话为母语，自己地方原语言不擅长使用、不当作第一语言的状况。很多地区甚至出现了以普通话“通用”为由，压制当地原通用语言通行的极端情况。
聯合國《公民權利和政治權利國際公約》第27條表明語言上的「少數人」同樣享有「使用自己的語言的權利」，但是截止2013年全国人民代表大会尚未批准该公约。

## 其他华人地区的标准汉语普及情况

### 中華民國（台灣）
中華民國政府在中國國民黨過去長期執政時在臺灣強推國語運動，甚或用激烈政策（如《廣電法》22 條限制電台使用地方語言比例）推行國語，並使之成為台灣人的生活語言。台湾的国语运动已使絕大部分台灣人掌握國語（有人估計約90%），如台灣不少大都市的車站，國語的使用程度超過40%。臺灣雖然已經廢除國語運動、改行推廣母語，但是國語取代母語的趨勢仍然無法停止；許多年輕人的母語變成國語，尤其以客家、原住民族與外省族群的年輕世代中更加明顯，而原本臺灣漢人主流語言臺灣話亦面臨大量年輕人不通曉、或長期被非閩南語族群汙名化，而瀕危。現代臺灣社會大量缺乏閩南語臺灣話、客家語與原住民族語的使用環境，大多數人以華語、英語為第一、二的溝通語言，加上政府語言政策顢頇、主流社會仍受國語和國語文用字習慣影響，而使傳統母語及俗語文加速式微。有鑑臺灣人母語能力一代一代地變差，近十多年來，本土社團不斷推行，許多台灣母語也有相關的考試、認證和政策。然而，仍有學者預估，連臺灣最強勢的本土語言臺灣話，也恐於21世紀消失。

### 香港
香港大部分學校的中文科採用粵語教學，稱為「母語教學」，其他科目也大多使用粵語或英語教學（參見香港英文授課中學）。1980年代中英簽署《中英聯合聲明》後，社會開始興起學習普通話熱潮，有學生和市民自費報讀私人機構開設的普通話課程，前往研究社、語言中心查詢的市民絡繹不絕，當中不少人是在職人士欲在工餘時多學一門語言，也有學生欲在暑假空閒時充實自己。香港普通話研習社屬非牟利社團，於1970年代成立，致力推廣普通話。部分大商業機構，特別是與大陸有生意往來的，更會開班內部教授員工普通話。
1981年9月，教育署前身教育司署按課程發展委員會建議及社會需要，開始推行普通話試驗計劃，首階段由小四開始，逐步擴展至小六；第二階段由1984年9月開始對中一年級推行計劃，1986年正式成為學校科目，但並非強迫所有學校推行，而是由各學校自行決定，當時推行普通話計劃曾面對師資不足問題，教育司署提供普通話課供教師修讀。1980年代初，教授普通話主要使用注音符號，其次使用漢語拼音，兩種拼音法皆在香港流行，由於香港人普遍懂英文字母，漢語拼音方案逐漸強勢，但使用哪種方案在社會仍有爭議，當時有意見認為在幼童時期應教授注音，以免對小童學習英文造成干擾，待學生打好英文基礎後才教授漢語拼音。
1985年，學習普通話的人數較之前一年增長20%至30%。當時調查指出學習普通話兩大原因包括中國大陸實行開放政策，第二是開放後欲到大陸旅遊的人增加，懂得普通話將便利到中國大陸經商、住宿和溝通等。部分團體（如香港中華文化促進中心）亦舉辦北京普通話夏令營，內容包括遊覽北京名勝及上普通話課程。
1997年香港回歸後，特區政府大力推行普通話教育，學校從小一至中三開設普通話科作為必修科，讓學生學習普通話（中四以上則是選修科）。香港語文教育及研究常務委員會於2007年通過撥款2億港元，在香港中小學推行「以普通話教授中國語文科」（普教中）計劃，預計有160間學校參與。語常會主席田北辰稱如果學校有足夠的師資和專家支援等條件，使用普通話教中文，能使學生「我手寫我口」，有助改善學生的寫作能力，但有人質疑「普教中」的教學成效，有小學校長認為普教中「不是用最熟悉的母語去學，事倍功半」，「是為了經濟利益與政治因素，卻可能不利於學生的全人發展」。
由香港教育學院出版的《用普通話教中文的問與答》一書中可見，一般家長覺得普教中能改善中文寫作，可能只是心理作用：在培道小學發現，用普通話學習中文的學生，相比以粵語學習的正常學生，前者上學期中生成績差1.49分，下學期則相差2.36分。 
有任教普通話的老師坦言，學習語言首重了解，但是粵語環境下，要用第二種語言去學習中文，會令學童十分混淆，影響理解。該名老師亦指出，普通話並不等同書面語，例如普通話中有「兒化韻」的現象，舉例「早點」和「早點兒」，意思已有很大的分別（前者是指早餐，後者是指提早），但書面語卻很少把兒字也寫出來。
本地以粵語為母語的香港人一般不會在日常生活中使用普通話溝通（通常只會在跟大陸人和台灣人打交道的時候才會用到）。部份內地新移民基于日常生活環境或希望更融入香港的生活，亦主動學習粵語和轉用粵語交流。香港一般中文文件通常以語體文撰寫，能以普通話或粵語唸讀；但香港民間尤其是網絡上、報紙和雜誌的部分文章等，也廣泛存在着僅能以粵語表達的粵語字和只能用粵語表述的用語（粵語白話文），形成了一種獨有的香港本土文化。在香港音樂中，不少流行樂曲有普通話（國語）、粵語兩種版本，但國語歌曲一般會在台灣錄製，或採用台灣國語版本。香港的電視節目中，雖然有許多粵語發音的節目，但電視字幕仍以語體文顯示。

### 澳門
澳門在澳葡時期，官方語言雖為葡語，但葡語在澳門民間並不廣泛（只有澳門土生葡人和政府官員使用），且葡語在世界上流通程度不如英语，故澳門民間仍以粵語為主要語言，與香港一樣以英語為第二語言。1999年澳門回歸後，中國政府才開始在澳門推廣普通話。但澳門方面也跟同樣以粵語為主要語言的香港一樣，粵語字仍在澳門坊間經常被使用。

### 新加坡
新加坡在建國後雖然以英語為第一語言，但也积极推广华语，不过主要對象是佔大多數的華人，新加坡英语的影响力没有动摇。講華語運動推行30年後，雖然用方言（新加坡最主要的華語方言是福建話及潮州話）的人數大減，可是當中很多人卻是改為使用英語。因為新加坡的語言眾多，除了華語外，還有馬來語、坦米爾語等，新加坡當局為了統一語言而推廣英語。

### 馬來西亞
在馬來西亞，作為人口第二多的族群馬來西亞華人的主要語言為華語，但仍普遍以閩南語（泉漳話和潮州話）、閩東語、粵語或客語交流，而且受到从台湾购入的闽南语节目和香港购入的粤语节目影响，在华语口音上掺杂了部分方言。然而，家庭與社會的結構變遷、國家語言政策（馬來西亞政府以馬來語為官方語言及國語，英語為認可語言），甚至是語言之間的競爭，都讓溝通語言的選擇出現不小的變化。

## 其他类似的推廣國語運動

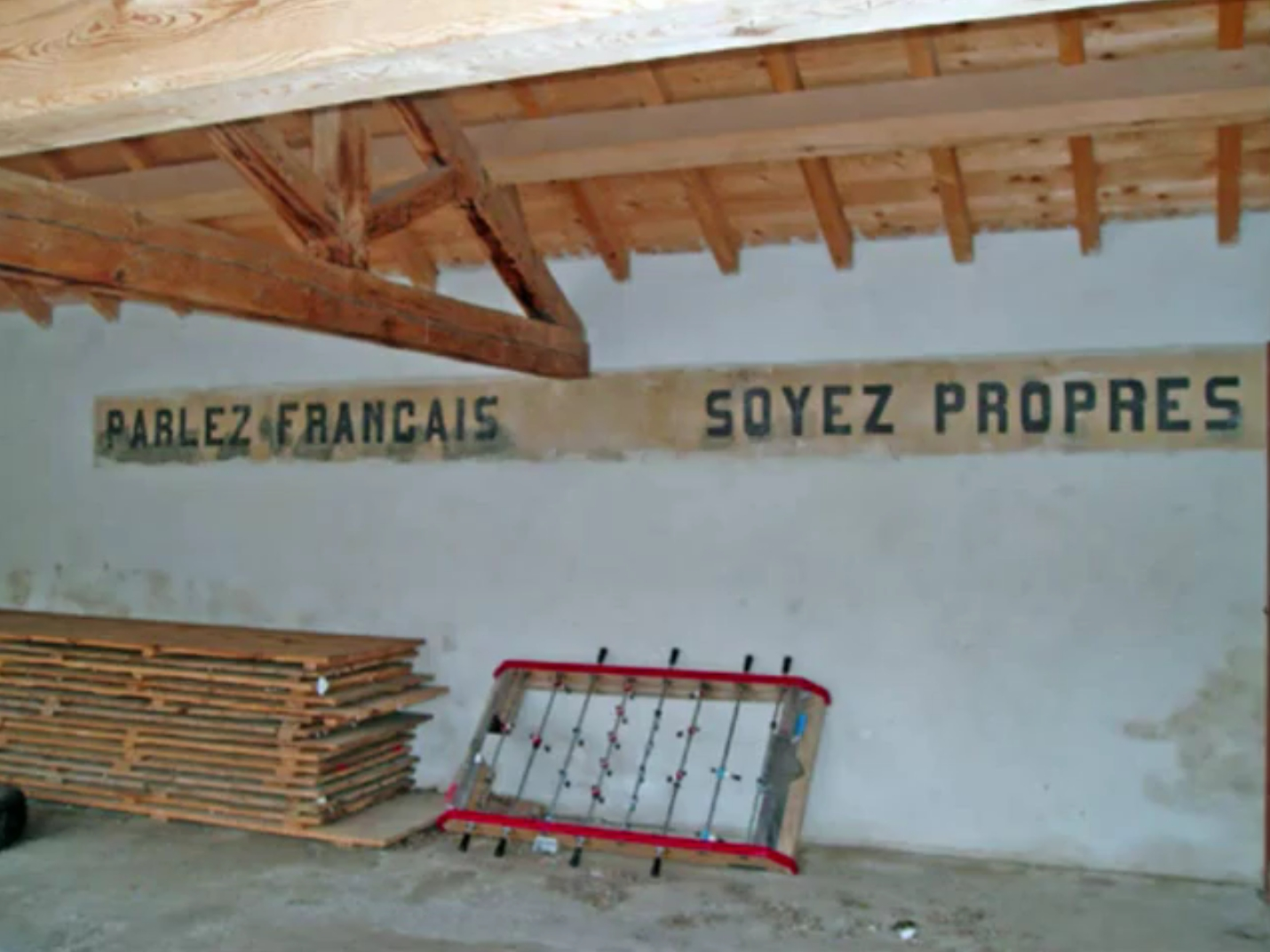
法国欧西坦大区艾居阿泰比阿塔洛（Ayguatébia-Talau）一所小学内的标语“Parlez Français, soyez propres”（讲法语，讲卫生）

在大中華區域以外的國家和地區也出现过类似“推普”的推行国语现象。法国消灭土语（Patois，含方言和少数民族语言）运动持续了两百多年，直至1960年才停止。其中在布列塔尼大区的小学中出现了“不准随地吐痰，不准讲布列塔尼语”这样的宣传口号。法语推广运动的强制性和校园内措辞不当的标语让欧西坦人对祖先语言文化产生了羞耻感（Vergonha）。除因德语影响而较为强势的阿尔萨斯语外，目前法国各种土语已经式微。
日本在明治維新後實行「標準語推進」、「方言撲滅運動」等措施，將日本列島上原本語言不通的各地方言及少數民族語言由標準日語取代。例如日本當局禁止使用琉球语。琉球语（冲绳语）现已面临濒危处境。日本在北海道实施的纯日语教育，使得与其他语言无联系的阿伊努语至2007年仅剩十位使用者，且年轻一代对阿伊努人并不存在身份认同。不過自阿伊努族民俗學者、兼前國會議員的萱野茂發起阿伊努語復興運動，願意學習阿伊努語的人數正在不斷增多，同時間阿伊努語的社會地位亦改善了。
然而，在意大利推行以托斯卡納語为基础的标准意大利语运动中，当地方言并未被禁止，因而出现了双层语言的现象。如在威尼斯，标准意大利语为上层语言，而威尼斯語则为下层语言。